# 강원택
강원택(康元澤, 1961년~)은 대한민국의 서울대학교 정치학과 교수이다.

## 학력
- 서울대학교 지리학 학사
- 서울대학교 대학원 정치학 석사
- 런던 정치경제대학교 정치학 박사

## 생애
1961년 서울에서 태어나 서울대학교 지리학과를 졸업하였고, 공군 학사장교로 군 복무를 마친다음 동 대학 대학원에서 정치학 석사학위를 받았다. 그 다음 영국 런던정경대(London School of Economics and Political Science)에서 박사학위를 얻었다. 대륙연구소와 경남대학교 극동문제연구소 연구원을 거쳤다.

## 교수 생활
2001년 3월부터 2010년 6월까지 숭실대학교 정치외교학과에서 '선거의 이론과 실제', '여론과 정치마케팅' 등 선거정치 관련 강의를 담당했다. 각종 언론에 정치 관련 코멘트나 인터뷰를 많이 남기며, 컬럼기고 및 저술활동도 활발히 하고 있다. 2010년 9월에는 서울대학교 정치학과 교수로 자리를 옮기면서, '한국정치론'과 '정당론'의 강의를 맡게 된다.

## 이슈
- 2018년 4월 25일 뉴스타파의 기사에 의해 삼성 미래전략실 장충기 사장에게 선물을 받은 것으로 드러났다. 그가 장충기 사장에게 보낸 답장은 다음과 같다. "사장님 배려로 집사람과 딸애가 공연 잘 즐기고 왔습니다. 선약으로 전 못 갔는데 아주 좋았던 모양입니다. 감사드립니다. 강원택 드림"
- 2021년 9월 28일 고발뉴스에서 이 문제를 다시 다뤘다.

## 저서
- 《한국의 선거 2 : 제15대 대통령선거를 중심으로》, (서울 : 푸른길, 1998), ISBN 978-89-87691-01-5
- 《유럽의 부활 : EU의 발전과 전망》, (서울 : 푸른길, 1999), ISBN 978-89-87691-07-7
- 《노무현 정부의 딜레마와 선택》, (서울 : EAI, 2003), ISBN 978-89-953453-3-7
- 《한국의 선거 정치 : 이념, 지역, 세대와 미디어》, (서울 : 푸른길, 2003), ISBN 978-89-87691-41-1
- 《한국의 정치개혁과 민주주의》, (서울 : 인간사랑, 2005), ISBN 978-89-7418-174-1
- 《대통령제, 내각제와 이원정부제 : 통치형태의 특성과 운영의 원리》, (서울 : 인간사랑, 2006), ISBN 978-89-7418-199-4
- 《이념갈등과 사회통합 : 영국과 독일의 경험을 중심으로》, (서울 : 한국여성개발원, 2006), ISBN 978-89-8491-161-1
- 《한국적 싱크탱크의 가능성 ; SERI 연구에세이 045》, (서울 : 삼성경제연구소, 2006), ISBN 978-89-7633-295-0
- 《세금과 선거 : 각국의 경험과 한국의 선택》, (서울 : 푸른길, 2007), ISBN 978-89-87691-79-4
- 《인터넷과 한국정치 : 정당정치에 대한 도전과 변화》, (서울 : 집문당, 2007), ISBN 978-89-303-1346-9
- 《한국인의 국가정체성과 한국정치》, (서울 : EAI, 2007), ISBN 978-89-92395-00-7
- 《헌법과 미래 : 7학자의 헌법시평》, (서울 : 인간사랑, 2007), ISBN 978-89-7418-214-4
- 《보수정치는 어떻게 살아남았나? : 영국 보수당의 역사》, (서울 : EAI, 2008), ISBN 978-89-92395-08-3
- 《한국 정치 웹 2.0에 접속하다》, (서울 : 책세상, 2008), ISBN 978-89-7013-679-0
- 《하나의 유럽 : 유럽연합의 역사와 정책》, (서울 : 푸른길, 2009), ISBN 978-89-6291-111-4
- 《위기의 청년세대 : 출구를 찾다》, (파주 : 나남, 2010), ISBN 978-89-300-8422-2